# Brunswick (Maine)
Brunswick – miasto w Stanach Zjednoczonych, w stanie Maine, w hrabstwie Cumberland, położone nad rzeką Androscoggin.